# 蠣鷸科
蛎鹬科（学名Haematopodidae）又稱蠣鴴科，是鸟纲鸻形目的一个科，其下仅有蛎鹬属一属，现存共11种。生活在除极地以外的海岸地区，体色主要包括黑色、黑白、棕色和白色。

## 种
- 智利蛎鹬, H. leucopodus
- 南美黑蛎鹬 H. ater
- 美洲黑蛎鹬 H. bachmani
- 美洲蛎鹬 H. palliatus
- 加那利黑蛎鹬 H. meadewaldoi †
- 非洲黑蛎鹬 H. moquini
- 欧亚蛎鹬 H. ostralegus
- 澳洲斑蛎鹬 H. longirostris
- 南岛斑蛎鹬 H. finschi
- 查岛蛎鹬 H. chathamensis
- 新西兰蛎鹬 H. unicolor
- 乌蛎鹬 H. fuliginosus